# 池田政貞 (利隆三男)
池田 政貞（いけだ まささだ）は、江戸時代初期の武士。池田氏の一族。

## 生涯
慶長18年（1613年）、播磨姫路藩主・池田利隆の3男として生まれるが、寛永10年（1633年）7月25日、数え21歳で死去した。長兄の池田光政（政貞の死の前年に国替えで備前岡山藩主となった）が造営した和意谷池田家墓所（岡山県備前市）に葬られている。